# 日中民間緑化協力委員会
日中民間緑化協力委員会（にっちゅうみんかんりょくかきょうりょくいいんかい）は、中華人民共和国の水害の抑制と砂漠化防止及び環境保護に寄与することを目的に設立された日中二国間の国際機関である。事務局とされる「日中緑化交流基金」を通じて、中国の植林及び緑化協力事業への政策提案及び技術指導と資金供与を行っている。

## 設立の経緯
1998年の中国長江の洪水をうけて、同年10月に訪日した江沢民中国国家主席から日本側に協力要請され、1999年7月に訪中した小渕総理は、中国で問題とされている森林破壊や砂漠化等に対して、日本国として植林による洪水対策と環境保護の支援を中国側に提案した。同年11月に日中間で「日中民間緑化協力委員会」が設立され、日本政府は同委員会に対し計100億円を拠出、これにより中国の植林緑化を目的とした日本からの資金助成と支援等に関する交換公文が両国で取り交わされた。
（環境庁・林野庁・外務省の3省庁管轄）
- 日中両政府の代表者により委員会が構成され、概ね年一回全体会合を開催する。中国における助成対象となる植林緑化事業の選定及び関連情報と意見交換を行うこと。
- 日本国内に委員会事務局として「日中緑化交流基金」を設置し、この事務局が資金制度を管理、年次報告及び事業の審査・決定等を行う。
- 中国国内の受け入れ担当機関は、「中国緑化基金会」となる。

## 概要

### 委員会
毎年開催される委員会において同年度の助成事業が決定される。
- 2000年3月（中国・北京） - 第1回会合で事業発足を記念する林の造成が決定される。同年10月に北京市郊外（昌平区南口鎮）において、日中緑化協力記念林（中国側の呼称は、中日緑化協力記念林）の造成式典が催され、3地区に区分けされたの記念林の中心に記念碑が建立される。
- 2001年7月（中国・北京） - 第2回会合 - 記念林の視察。
- 2002年7月（日本・東京） - 第3回会合 - 国交正常化30周年に関連した普及啓発活動の実施。
- 2003年6月（日本・札幌） - 第4回会合 - 札幌の「北の森21運動の会」による植樹・育林活動を現地視察。
- 2004年7月（中国・銀川） - 第5回会合 - 日中緑化交流基金による寧夏回族自治区の助成植林地を視察。
- 2005年6月（日本・東京） - 第6回会合
- 2006年7月（中国・成都） - 第7回会合 - 日中緑化協力指標林造成プロジェクト視察（四川省都江堰市）
- 2007年7月（日本・東京） - 第8回会合 - 同年4月の日中首脳会談における温家宝国務院総理からの日中民間緑化協力委員会への支持及び海岸防災林・西北砂漠化地域等の防砂林造成の推進など
- 2008年6月（中国・北京） - 第09回会合 - 天然林保護と砂漠化防止等の事業、広汎な地域での助成事業の推進、四川大地震により被災した森林への復旧造林等を決定。
- 2009年7月（中国・北京） - 第10回会合 - 昨年1月の中国南部地域の大雪異常低温及び四川大地震の被災地の日中緑化協力指標林の復旧造林等の取組みを確認。天然林保護，砂漠化防止等の事業の継続。四川大地震により被災した森林への復旧造林等を継続決定。
- 2010年7月（中国・北京） - 第11回会合 - 日中民間緑化交流基金事務局と中国国家林業局の共催による記念行事の開催が決定。同年10月に中国・四川省成都市において日中民間緑化協力委員会資金事業10周年記念行事を開催。日本側からは、日本国駐華大使館公使、林野庁森林整備部長、梶谷辰哉日中緑化交流基金事務局長、国際協力機構プロジェクト技術協力派遣専門家、日本側事業実施団体等から9団体が出席。
- 2011年6月（日本・東京） - 第12回会合 - 天然林保護や砂漠化防止などの重点事業
- 2012年7月（中国内モンゴル） - 第13回会合 - 天然林保護や砂漠化防止などの重点事業継続
- 2013年7月（日本・東京） - 第14回会合 - 気候変動・砂漠化・黄砂対策
- 2014年7月（中国・敦煌） - 第15回会合 - 気候変動・砂漠化・黄砂対策継続
- 2015年7月（日本・東京） - 第16回会合 - 気候変動・砂漠化・黄砂対策継続
- 2016年6月（中国・貴陽市） - 第17回会合 - 昨年度の植林事業レビューと気候変動・砂漠化・黄砂対策継続[1]
- 2017年6月（日本・東京） - 第18回会合 - 昨年度の植林事業レビューと気候変動・砂漠化・黄砂対策継続[2]
- 2018年7月（中国・西安市） - 第19回会合 -前年度の植林事業レビューと気候変動・砂漠化・黄砂対策継続[3]

### 中国における緑化対策資金
日本国単独の資金拠出によって設立から活動を継続している。2016年3月、中国の経済発展などを理由として、日本側から中国政府に資金の共同拠出を要請したが、中国側がこれを拒否したことが伝えられた。引き続き日本側の負担のままとなっている。

## 近年の活動内容

### 日中緑化協力指標林
四川省都江堰市において、森林造成技術や手法等の指標として造成されてきた成功モデルとなる実証展示林。新たに日中民間緑化協力委員会会合の決定のもとに、広西壮族自治区欽州市において海岸防災指標林の造成が進められている。 